# Nosivský rajón
Nosivský rajón (ukrajinsky Носівський район) byl rajón v Černihivské oblasti na Ukrajině. Hlavním městem byla Nosivka a rajón měl přibližně 29 tisíc obyvatel. 

## Sídla v rajónu
- Nosivka